# Albrecht Gấu
Albrecht I xứ Brandenburg (khoảng 1100 – 18 tháng 11 năm 1170), còn có biệt danh là Albrecht Gấu (tiếng Đức: Albrecht der Bär) là bá tước đầu tiên của Brandenburg từ năm 1157 cho đến khi ông qua đời và là Công tước xứ Sachsen trong thời gian ngắn từ năm 1138 đến năm 1170 đến1142.

## Cuộc đời
Albrecht là con trai duy nhất của Bá tước Otto xứ Ballenstedt,  và Eilika, con gái của Magnus Billung, Công tước xứ Sachsen. Ông được thừa kế gia sản có giá trị của cha mình ở phía bắc Sachsen năm 1123, và sau cái chết của mẹ ông, năm 1142, ông đã kế vị một nửa số đất đai của nhà Billung. Albrecht là một chư hầu trung thành với Công tước Lothar I xứ Sachsen, người mà từ khoảng năm 1123, đã phong cho ông tước vị Phiên hầu xứ Lusatia, ở phía đông; và sau khi Lothar trở thành Vua của người Đức, ông đã cùng Lothar tham gia một chuyến chinh phạt khốc liệt đến Bohemia chống lại kẻ mới nổi, Công tước Soběslav I xứ Bohemia vào năm 1126 trong Trận Kulm, nơi ông bị giam giữ trong một thời gian ngắn.
Những vướng mắc của Albrecht ở Sachsen xuất phát từ mong muốn mở rộng tài sản thừa kế của ông ở đó. Sau cái chết của người anh rể, Heinrich II, Phiên hầu xứ Nordmark, một lãnh địa nhỏ trên sông Elbe, vào năm 1128, Albrecht vì thất vọng do không nhận được thái ấp này nên đã tấn công người thừa kế Udo V, Bá tước xứ Stade, và do đó bị Lothar tước luôn quyền cai quản lãnh địa Lusatia. Tuy nhiên, ngày 15 tháng 3 năm 1130, Udo đã bị ám sát ở gần Aschersleben, bởi những sát thủ được cho là những người hầu của Albrecht. Mặc dù vậy, vào năm 1132, Albrecht đã  theo đoàn tùy tùng của nhà vua đến Ý, và do đó đã được phong thưởng lãnh địa Nordmark, vốn không có người cai trị, cho sự phục vụ của mình vào năm 1134.
Năm 1138, Konrad III, vị vua Đức của nhà Hohenstaufen, đã tước quyền công tước xứ Saxonia của người anh họ và kẻ thù của Albrecht, Heinrich Kiêu hãnh, và hứa trao công quốc Saxonia cho Albrecht nếu ông có thể chiếm được nó. Sau một số thành công ban đầu trong nỗ lực chiếm hữu, Albrecht bị đánh đuổi khỏi Saxonia, cũng như khỏi lãnh địa Nordmark bởi liên quân của Heinrich và Jaxa xứ Köpenick, và buộc phải ẩn náu ở miền nam nước Đức. Heinrich qua đời năm 1139, nhưng mãi về sau, con trai của Heinrich, Heinrich Sư tử, mới được nhận được công quốc Saxonia vào năm 1142. Cùng năm đó, Albrecht từ bỏ yêu sách đối với công quốc Saxonia và nhận các lãnh địa bá tước Weimar và Orlamünde.
Sau khi thế lực đã vững chắc ở Nordmark, Albrecht đã hướng con mắt thèm muốn vào những vùng đất thưa thớt dân cư ở phía bắc và phía đông. Trong ba năm, ông tham gia vào các chiến dịch chống lại dân Slavic Wends, những người được coi là người ngoại đạo, và việc Cơ đốc giáo hoá là mục tiêu của Cuộc thập tự chinh Wendish năm 1147 mà Albrecht tham gia. Quân đội của Albrecht là một phần của lực lượng quân sự bao vây Demmin, và khi chiến tranh kết thúc, ông đã giành lại được Havelberg, vốn đã bị mất từ năm 983. Các biện pháp ngoại giao của ông lại càng thành công hơn, và bằng một thỏa thuận với vị vương công Wendish cuối cùng của Brandenburg, Pribislaw-Heinrich xứ Hevelli, Albrecht đã có quyền bảo hộ lãnh địa này khi vương công qua đời vào năm 1150. Với danh hiệu "Phiên hầu xứ Brandenburg", ông tiến hành chiến dịch chống lại người Wends, mở rộng khu vực cai quản của mình, khuyến khích người Hà Lan và người Đức ở vùng Elbe-Havel (Ostsiedlung) đến định cư, thành lập các giáo phận dưới sự bảo hộ của ông, và do đó trở thành người sáng lập của Bá quốc Brandenburg vào năm 1157, mà những người thừa kế của ông — Nhà Ascania — nắm giữ cho đến khi dòng tộc này tuyệt tự vào năm 1320.
Năm 1158, mối thù với Heinrich Sư tử, Công tước xứ Sachsen, bị gián đoạn bởi một cuộc hành hương đến Thánh địa. Sau khi trở về vào năm 1160, ông, với sự đồng ý của các con trai mình, Siegfried (không được nhắc đến), đã tặng đất cho hội dòng Hiệp sĩ Cứu tế để tưởng nhớ vợ ông, Sofia, tại Werben trên sông Elbe. Cũng trong khoảng thời gian này, ông đã cho đúc một loại tiền xu để tưởng nhớ người vợ đã khuất. Năm 1162, Albrecht tháp tùng Hoàng đế Friedrich Barbarossa tới Ý, nơi ông nổi bật trong trận tấn công Milano. 
Năm 1164, Albrecht tham gia liên minh các vương hầu được thành lập để chống lại Heinrich Sư tử, và sau khi hòa bình được lập vào năm 1169, Albrecht đã chia lãnh thổ của mình cho 6 người con trai. Ông qua đời vào ngày 18 tháng 11 năm 1170 và được chôn cất tại Ballenstedt.

## Tên riêng

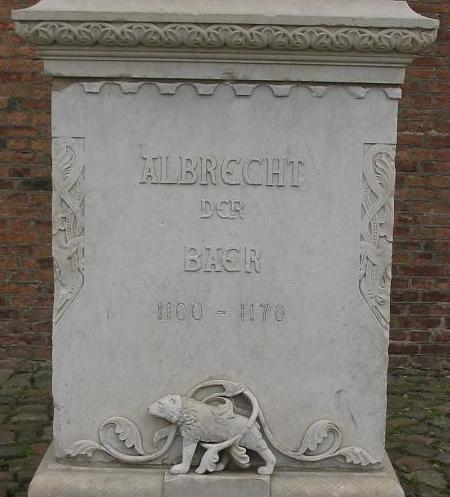
Đài tưởng niệm Albrecht tại pháo đài Spandau.

Những phẩm chất cá nhân của Albrecht đã khiến ông được mệnh danh là Gấu. Thomas Carlyle, người đã gọi Albrecht là "một người đàn ông không ngừng nghỉ, quản lý nhiều và có chiến tranh rộng rãi."  Ông còn được gọi là "Người đẹp trai".

## Hôn nhân và con cái
Albrecht kết hôn vào năm 1124 với Sophie xứ Winzenburg (mất ngày 25 tháng 3 năm 1160) và họ có những người con sau:
1. Bá tước Otto I xứ Brandenburg (1126/1128–7 tháng 3 năm 1184) [7]
2. Bá tước Hermann I xứ Orlamünde (mất 1176), [7] cha của Siegfried III xứ Weimar-Orlamünde
3. Bá tước Siegfried xứ Anhalt (mất ngày 24 tháng 10 năm 1184), Giám mục Brandenburg từ 1173 đến 1180, Vương công-Tổng giám mục Bremen, vương hầu cấp cao nhất, từ 1180 đến 1184 [7]
4. Heinrich (mất 1185), một giáo sĩ ở Magdeburg
5. Bá tước Albert xứ Ballenstedt (mất sau ngày 6 tháng 12 năm 1172)
6. Bá tước Dietrich xứ Werben (mất sau ngày 5 tháng 9 năm 1183) [7]
7. Bá tước Bernhard xứ Anhalt (1134–9 tháng 2 năm 1212), Công tước xứ Sachsen từ 1180 đến 1212 với tên gọi Bernard III
8. Hedwig (mất 1203), kết hôn với Bá tước Otto II xứ Meissen [7]
9. Con gái đã lấy chồng k. 1152 tới Vladislav xứ Olomouc, con trai cả của Công tước Soběslav I xứ Bohemia
10. Adelheid (mất 1162), một nữ tu ở Lamspringe
11. Gertrude, kết hôn năm 1155 với Công tước Diepold xứ Moravia
12. Sybille (chết k. 1170 ), Nữ tu sĩ Tu viện Quedlinburg
13. Eilika

### Trích dẫn
- Brooke, Z.N. (2019). A History of Europe 911–1198. Routledge.
- Carlyle, Thomas (1869). History of Friedrich II. of Prussia: Called Frederick the Great. History of Friedrich II. of Prussia: Called Frederick the Great. Chapman and Hall. tr. 59–61. Truy cập ngày 2 tháng 7 năm 2023.
- Bài viết này bao gồm văn bản từ một ấn phẩm hiện thời trong phạm vi công cộng: Chisholm, Hugh, biên tập (1911). "Albert I.". Encyclopædia Britannica. Quyển 1 (ấn bản thứ 11). Cambridge University Press. tr. 494.
- Freller, Thomas (2010). The German Langue of the Order of Malta. Malta: Midsea Books. ISBN 978-99932-7-299-1.
- Krömmelbein, Thomas; Brogyanyi, Bela, biên tập (2002). Germanisches Altertum und christliches Mittelalter: Festschrift für Heinz Klingenberg zum 65. Geburtstag (bằng tiếng Đức). Kovač.
- Lyon, Jonathan R. (2013). Princely Brothers and Sisters: The Sibling Bond in German Politics, 1100–1250. New York: Cornell University Press. ISBN 978-0801451300.
- Mielzarek, Christoph (2020). Albrecht der Bär und Konrad von Wettin: Fürstliche Herrschaft in den ostsächsichen Marken im 12. Jahrhundert (bằng tiếng Đức). Cologne: Böhlau Verlag. ISBN 978-3-412-51870-7.